# 江南 (中国)
江南（こうなん、チヤンナン）は、中国長江下流部の南方にある江蘇省南部から浙江省北部にかけての地域。

## 沿革
歴史的には江南は長江以南全般をいい、春秋時代から漢代にかけては湖北省南部、湖南省、江西省一帯をさしていた。
唐代の江南道は四川省以東福建省までの長江南方地域全体をさし、宋代の江南は江西省以東を称した。清代初期にはいまの江蘇省、安徽省をあわせた地域を江南省とよび、その後、2省に分かれたあとも江南と総称する慣習が残った。